# تالش، حاجی‌قبول
تالش (به ترکی آذربایجانی: Talış) یک منطقهٔ مسکونی در جمهوری آذربایجان است که در شهرستان حاجی‌قبول واقع شده‌است. تالش ۱٬۶۳۶ نفر جمعیت دارد.